# Microcreagrina hispanica
Espèce
Synonymes
- Ideobisium hispanicum Ellingsen, 1910
- Microcreagris maroccana Beier, 1931
- Microcreagris parisi Vachon, 1937
- Microcreagrina gomerae Mahnert, 1993

Microcreagrina hispanica est une espèce de pseudoscorpions de la famille des Syarinidae.

## Distribution
Cette espèce se rencontre en Espagne, au Portugal, au Maroc, en Algérie, à Malte, en Italie et au Liban.

## Description
L'holotype mesure 1,45 mm.

## Systématique et taxinomie
Cette espèce a été décrite sous le protonyme Ideobisium hispanicum par Ellingsen en 1910. Elle est placée dans le genre Microcreagris par Beier en 1932 puis dans le genre Microcreagrina par Beier en 1961.
Microcreagris maroccana a été placée en synonymie par Beier en 1970, Microcreagris parisi a été placée en synonymie par Mahnert en 1976 et Microcreagrina gomerae a été placée en synonymie par Mahnert en 1997.

## Étymologie
Son nom d'espèce lui a été donné en référence au lieu de sa découverte, l'Hispanie.

## Publication originale
- Ellingsen, 1910 : Die Pseudoskorpione des Berliner Museums. Mitteilung aus dem Zoologischen Museum in Berlin, vol. 4, p. 357-423 (texte intégral).